# Watsonia bella
Watsonia bella är en irisväxtart som beskrevs av Nicholas Edward Brown och Peter Goldblatt. Watsonia bella ingår i släktet Watsonia och familjen irisväxter. Inga underarter finns listade i Catalogue of Life.